# Seeteufel
Le Seeteufel  (« diable de mer »), également connu sous le nom d'Elefant (« éléphant ») est un sous-marin de poche amphibie à chenilles avec deux hommes d'équipage, développé par l'Allemagne nazie à la fin de la Seconde Guerre mondiale. Un seul prototype a été construit en 1944, bien que ses tests aient été relativement réussis et des négociations aient commencé pour une autre série de trois pour tester les changements nécessaires avant de commencer la production en série en 1945. Ces plans furent annulés au début de cette même année lorsque la décision fut prise de concentrer la production sur les modèles déjà en cours de construction. 

## Contexte et description
Les torpilles humaines Neger et Marder et les sous-marins de poche Biber (en) étaient difficiles à lancer ailleurs que dans un port. Les préparatifs spéciaux nécessaires pour cela limitaient leur flexibilité opérationnelle et nécessitaient du temps et des ressources supplémentaires. Alois Lödige et plusieurs de ses collègues du centre d'essais de torpilles de Kiel - Eckernförde développèrent le concept de placer des chenilles sur un sous-marin de poche pour lui permettre de se déplacer sur et hors d'une plage par ses propres moyens. Ils ont conçu et construit un engin au concept validé au début de 1944 qui fut testé en mars 1944. Le Sonderfahrzeug à un seul homme mesurait 9,825 mètres de long et déplaçait 16 tonnes métriques sans armement. Il était armé d'une paire de torpilles placées bas sur la coque près des chenilles,. 
Le prototype Seeteufel fut développé en quatre mois et était prêt à être testé en juillet. Un équipage de deux hommes contrôlait le sous-marin de 14,2 mètres de long. Il avait un maitre-bau de 2 mètres et déplaçait 35 tonnes métriques. Le sous-marin était équipé d'un moteur Otto à essence de 80 chevaux qui fournissait la propulsion à la fois dans l'eau en surface (à 10 nœuds soit 19 km/h) avec une seule hélice et sur terre (à 10 km/h). Une fois immergé, la même moteur électrique de 25 cv (19 kW) tel qu'il est utilisé dans le Seehund (« le phoque »), un autre sous-marin de poche, donnait au navire une vitesse de croisière de 8 nœuds (15 km/h). Le prototype démontra une capacité de plongée à une profondeur de 21 mètres,. 
Le moteur du Seeteufel était à la proue, directement sous le mât de plongée qui contenait également le périscope, une antenne radio et le compas magnétique. La salle de commande se trouvait à l'arrière de celle-ci avec une tourelle à profil bas équipée de la trappe d'entrée. Les batteries et le réservoir de carburant étaient au milieu avec le moteur électrique AEG à l'arrière. Les ailerons de plongée avant étaient fixes, mais le gouvernail et les ailerons de plongée arrière étaient gouvernés par le conducteur avec sa manette de commande semblable à celle d'un avion. Le bateau était équipé d'un réservoir de ballast spécial qui compensait le poids de son armement constitué de deux torpilles G7e standard et l'empêchait de briser la surface lors du tir des torpilles. Il pouvait transporter quatre mines navales au lieu des torpilles. Sur terre, il pouvait être équipé de Lance-flammes ou de mitrailleuses,. 
Les tests ont montré que le sous-marin fonctionnait bien sous l'eau, mais il était considéré comme sous-motorisé à terre et les chenilles étaient trop étroites. De plus puissants moteurs diesel de 250 ch (190 kW) étaient prévus pour les modèles ultérieurs, en plus de chenilles plus larges pour répartir la charge et diminuer la pression au sol. Le prototype fut présenté à la direction de l'usine Borgward à Brême et des négociations commencèrent pour la production de trois sous-marins de pré-production pour tester les changements prévus. Avec la décision de l'Oberkommando der Marine (le Haut commandant naval allemand) pour concentrer la production sur des modèles déjà fabriqués au début de 1945, ces plans furent annulés. Le prototype fut transféré à Lübeck et détruit à la fin de la guerre,,. 

## Évaluation
Le Vizeadmiral Hellmuth Heye, commandant des Forces spéciales navales allemandes (en allemand : Kleinkampverbände), déclara en 1944 :
« Je considère le diable de mer comme une arme prometteuse pour les raids de commandos. Il est indépendant de l'embarcation mère et du personnel de la base, peut débarquer sur des côtes étrangères, mener des actions  de sabotage et échapper à la poursuite à terre ou à flot. Il peut être transporté sur place par un navire-mère équipé d'une grande grue. Avec un moteur de puissance supérieure à celle du bateau expérimental, une vitesse de 8 à 10 nœuds peut être obtenue. La vitesse et le rayon d'action pourraient être encore augmentés par l'installation d'un moteur à cycle fermé. Destiné à être utilisé dans les eaux côtières si le temps n'est pas trop rude, et sur les rivières, les lacs et les lacs artificiels... »  